# Kosatec nízký

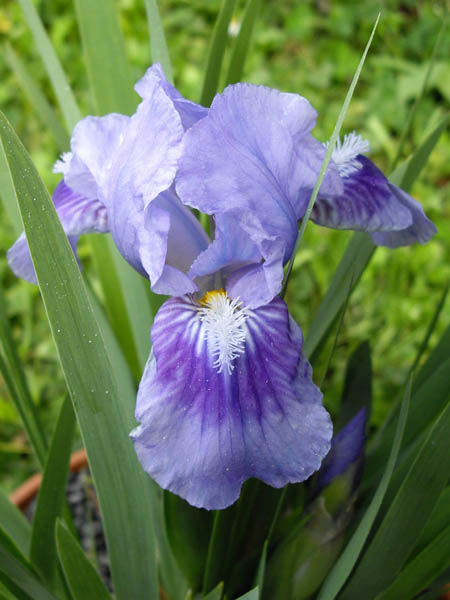
Květ kosatce nízkého

Kosatec nízký (Iris pumila) je nízká, vytrvalá květina kvetoucí v jarních měsících převážně modrofialovými květy. Je jedním z více než deseti druhů rodu kosatec vyskytujících se v české krajině. Přestože je zde původním druhem, je považován za silně ohrožený taxon.
Iris pumila je přirozeným amfidiploidním hybridem, má dvě sady chromozomů od jednoho a dvě sady od druhého rodiče, což jsou Iris pseudopumila a Iris attica, oba mají počet chromozomů 2n =  16. I přes velkou variabilitu v barvě a velikosti je nyní uznáván jako samostatný druh.

## Rozšíření
Rostlina je částečně rozšířena v Evropě, na Kavkaze a ostrůvkovitě ve Střední Asii. V Evropě se vyskytuje v Panonské pánvi střední Evropy (Česká republika, Slovensko, Rakousko, Maďarsko), na Balkáně, Ukrajině a dále ve střední a jižní části evropského Ruska. Na Kavkaze roste do výšky 2000 m, a to jak v Předkavkazsku, tak i v Zakavkazsku. Ve Střední Asii je druhem vyskytujícím se v izolovaných lokalitách, v podhůřích v Kazachstánu. Druhotně byla květina zavlečena do Spojených států amerických, kde dobře posloužila pro vypěstování nových kříženců.
V české přírodě roste roztroušeně a výhradně na jižní Moravě, nejvíce v oblasti Pavlovských a Dunajovických kopců, na Hustopečsku, Znojemsku a na Velatické slepencové stráni v okolí Brna. Výskyt v Čechách, v okolí Prahy a na Řípu, není původní, pochází z výsadby.

## Ekologie
Kosatec nízký je heliofyt, který požaduje ke zdárnému růstu suchá a teplá stanoviště, skalnaté svahy, travnaté, písčité či kamenité pahorky, pastviny, stepi nebo křovinaté, dobře osluněné stráně. Rostlina s úzkou ekologickou amplitudou je geofyt, který se nejčastěji vyskytuje na nehlubokých, neúživných půdách s nesouvislým rostlinným krytem v okolí, avšak bez zvláštního vztahu k horninovému podloží.
Přirozeně se rozmnožuje semeny nebo oddenky, v zahradnické praxi také řízky z oddenků i dělením trsů. Rostlina vyrostlá ze semene kvete nejdříve po dvou či třech létech. Na nevhodném stanovišti bylina poměrně rychle stárne a vymírá. Na slunném místě začíná kvést v březnu a končí v dubnu. Počet chromozomů (2n) = 32, stupeň ploidie (x) = 4.

## Popis
Polykarpická, jednodomá, trsnatá bylina vysoká pouhých 10 až 15 cm. Rostlina vyrůstá z dužnaté hlízy tvořené rozvětveným oddenkem o průměru do 2 cm, který je okrově zbarvený, větvený a článkovitý. Květina má 1 až 2 cm dlouhou, přímou, nevětvenou lodyhu vyrůstající z úžlabí mečovitých listů s hranou stočenou ke květu. Listy bývají asi 10 cm dlouhé a jen do 2 cm široké, po odkvětu ještě dorostou do délky až 20 cm a později uschnou. Listy bývají jen tři až pět, jsou výhradně přízemní, vyrůstají střídavě z pupenů na hlíze, jsou šedozelené, celistvé, tuhé, kopinaté, na vrcholu špičaté, mají slabě srpovitý tvar, rovnoběžnou žilnatinu a jsou monofaciální (po obou stranách stejné).
Květ je jediný a mívá barvu od modrofialové po červenofialovou, ojediněle bývá žlutý a vzácně i bílý. Je příjemně vonný, oboupohlavný, má nejvýš 3 cm dlouhou stopku a jeho dolní část je ukrytá ve dvou kopisťovitých, blanitých listenech. Okvětních lístků dlouhých až 5 cm je šest a vyrůstají ve dvou přeslenech, vnitřní jsou srostlé do trubky asi 6 cm dlouhé a výše jsou rozdělené do dvou kruhů. Vnější jsou vně zdobené výrazným kartáčkem chlupů a asi v polovině délky se ohýbají nazpět. Vnitřní jsou přímé, po okrajích zvlněné a směřují šikmo vzhůru, u vrcholu se lístky sbližují. V květu jsou tři tyčinky, jsou světle modré a nesou žluté prašníky situované pod bliznou. Gyneceum je složeno ze tří plodolistů, třídílný semeník je spodní. Čnělka je delší než volné tyčinky s prašníky rostoucí proti vnitřním okvětním lístkům a nese tříramennou bliznu zbarvenou shodně s okvětními lístky. Květ je opylován létajícím hmyzem, nemá však pro opylovače připraven nektar, může jim poskytnout pouze pyl.
Plod je trojboká, suchá, lehce se otvírající tobolka vejčitého tvaru, která směřuje vzhůru a bývá dlouhá 4 až 6 mm. Má tři oddíly a obsahuje drobná, nepravidelně vejčitá, vrásčitá, světle hnědá semena bez masíčka. Tobolka i semena se však vytvářejí jen řídce.

## Možnost záměny
Kosatec nízký patří k druhům poměrně vzhledově stabilním a dá se obvykle snadno určit. Jediným druhem, který může v české přírodě způsobit při jeho určování problém, je kosatec písečný (Iris arenaria). Ten se odlišuje hlavně tím, že jeho lodyha je obvykle dvoukvětá, květy jsou vždy žluté a jeho semena mají bělavé masíčko.

## Význam
Rostlina bývá vysazována do zahradních napodobenin skalnatých stepí nebo do skalek se štěrkovitou či kamenitou půdou, někdy přímo na záhon s propustnou, písčitou půdou. Je mrazu odolná a na slunném, nezamokřeném místě vydrží po dlouhá léta pravidelně kvést. V zahradách se často rozmnožuje v srpnu vysazováním rozdělených trsů s částí oddenků, sázejí se jen mělce, hluboko zasazené nekvetou. V zahradnických podnicích byly vyšlechtěny mnohé variety odlišující se na prvý pohled barvou květů i výškou rostlin.

## Ohrožení
Kosatec nízký je v české přírodě ohrožován zarůstáním biotopů vzrůstnými travinami či náletovými dřevinami, případně přímou destrukcí stanovišť, např. těžbou nebo terasováním, občas i nepovoleným sběrem kvetoucích rostlin. Druh je proto v Česku klasifikován „Vyhláškou MŽP ČR č. 395/1992 Sb. ve znění vyhl. č. 175/2006 Sb.“ i „Červeným seznamem ohrožených druhů České republiky“ z roku 2017 jako taxon silně ohrožený (§2), (C2r).